# Zachary Heinzerling

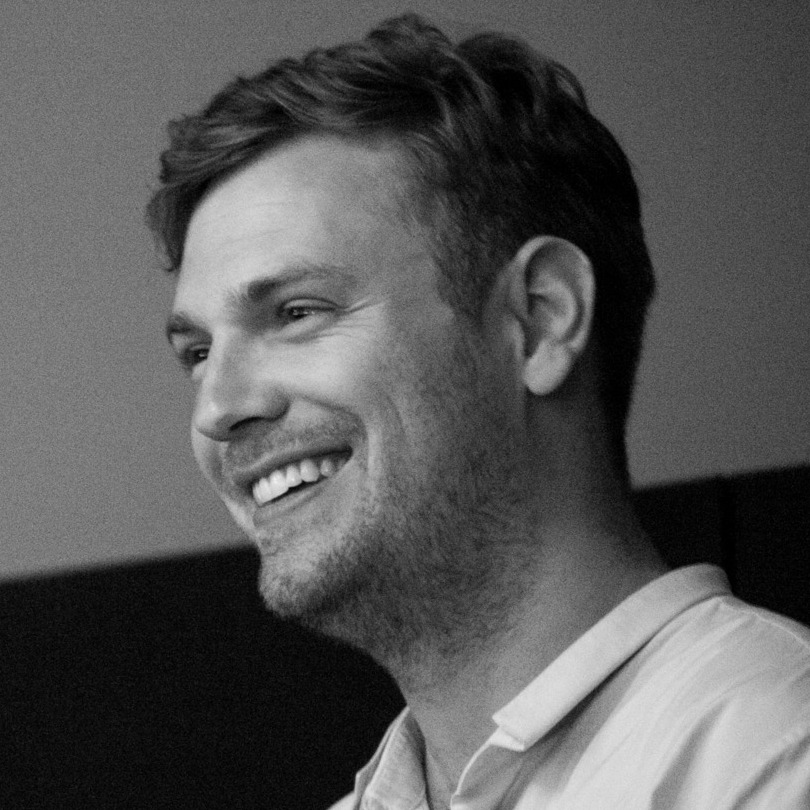
Zachary Heinzerling (2014)

Zachary Zenor Heinzerling (* 11. Mai 1984 in Houston, Texas) ist ein US-amerikanischer Filmregisseur, Filmproduzent und Kameramann, der für einen Oscar nominiert wurde.

## Leben
Zachary, der in Texas geboren wurde, studierte Philosophie und Kunst, bevor der sich dem Filmemachen zuwandte. Er begann seine Laufbahn bei HBO als Produktionsassistent. Sein Weg führte ihn in kurzer Zeit zum Erfolg, da er schon alsbald an vier aufeinanderfolgenden mit dem Emmy preisgekrönten Dokumentarfilmen beteiligt war, ebenso wie an der preisgekrönten Echtzeit-Serie 24, an der er als Produzent und Kameramann mitarbeitete. Im Jahr 2012 verließ er HBO und gab sein Filmdebüt mit dem mehrfach preisgekrönten Dokumentarfilm Cutie and the Boxer, wo er sowohl als Produzent wie auch als Regisseur und Kameramann tätig war. Der Film brachte ihm eine Nominierung für den Oscar ein und weitere Nominierungen und konnte mehrere Auszeichnungen gewinnen, wie zum Beispiel drei Cinema Eye Awards in verschiedenen Kategorien. 
Von Beyoncé Knowles wurde Zachary 2013 angeworben, um  die fünfteilige Web-Serie Self Titled zu gestalten sowie das neueste Album der Sängerin.

## Filmografie (Auswahl)
als Produzent, wenn nicht anders angegeben
- 2008: Cornered: A Life Caught in the Ring (Dokumentation)
- 2008: Breaking the Huddle: The Integration of College Football (Dokumentation)
- 2010: Lombardi (Fernsehfilm, Dokumentation)
- 2010/2011: 24
- 2011: Big Boys Gone Bananas! (Dokumentation, Kamera)
- 2012: Namath (Fernsehdokumentation, auch Kamera)
- 2013: Cutie and the Boxer (Dokumentarfilm, auch Regie, Kamera und Drehbuch)
- 2013: Self-Titled (Video-Dokumentation, Regie)
- 2013: Town Hall (Dokumentation, Kamera)
- 2014: Hugh the Hunter (Kurzfilm, Regie und Drehbuch)
- 2014: 30 for 30 (Fernsehserie, Dokumentation, Kamera)

## Auszeichnungen/Nominierungen
2014: Nominiert für den Oscar zusammen mit Lydia Dean Pilcher in der Kategorie „Bester Dokumentarfilm“ für die Dokumentation Cutie and the Boxer. Der Oscar ging an Morgan Neville, Gil Friesen und Caitrin Rogers und den Film 20 Feet from Stardom.
Des Weiteren war Heinzerling nominiert für den Cinema Eye Audience Choice Prize und den Cinema Eye Honors Award sowie den DFCS Award. Eine weitere Nominierung gab es für den DGA Award und den GFCA Award sowie den Grierson Award. Nominiert wurde Cutie and the  Boxer außerdem beim Sundance Film Festival 2013 für den Grand Jury Prize und beim Tribeca Film Festival für den Audience Award. 
Gewinnen konnte Zachary auf dem Sundance Film Festival den Directing Award: U.S. Documentary und beim London Film Festival den Grierson Award – Special Mention. Beim Full Frame Documentary Film Festival gewann Heinzerling den Charles E. Guggenheim Emerging Artist Award und bei den Cinema Eye Honors Awards, US den Cinema Eye Honors Award.